# Trichina flavipes
Trichina flavipes är en tvåvingeart som beskrevs av Johann Wilhelm Meigen 1830. Trichina flavipes ingår i släktet Trichina och familjen puckeldansflugor.
Artens utbredningsområde är Maine. Inga underarter finns listade i Catalogue of Life.